# Književnost u 1809.
◄◄ | ◄ | 1806. | 1807. | 1808. | 1809.  | 1810. | 1811. | 1812. | ► | ►►
Arhitektura • Astronomija • Biologija • Glazba • Kazalište • Kemija • Kiparstvo • Knjige • Književnost • Kršćanstvo • Meteorologija • Medicina • Politika • Pravo • Promet • Slikarstvo • Šport • Znanost
Književnost u 1809.

## Svijet

### Rođenja
- 19. siječnja – Edgar Allan Poe, američki pisac, pjesnik, urednik i književni kritičar († 1849.)
- 31. ožujka – Nikolaj Vasiljevič Gogolj, rusko-ukrajinski književnik († 1852.)

## Vanjske poveznice
|  | Zajednički poslužitelj ima još gradiva o temi Književnost u 1809. |